# David Conroy
Pour les articles homonymes, voir Conroy.
David Conroy, né le 3 octobre 1998, est un coureur cycliste irlandais. Il est champion d'Irlande de cyclo-cross en 2019 et 2020 et de VTT cross-country en 2019.

## Palmarès en cyclo-cross
- 2014-2015
  - 2e du championnat d'Irlande de cyclo-cross juniors
- 2015-2016
  -  Champion d'Irlande de cyclo-cross juniors
- 2017-2018
  - 2e du championnat d'Irlande de cyclo-cross
- 2018-2019
  -  Champion d'Irlande de cyclo-cross
- 2019-2020
  -  Champion d'Irlande de cyclo-cross

## Palmarès en VTT
- 2016
  -  Champion d'Irlande de cross-country juniors
- 2017
  - 2e du championnat d'Irlande de cross-country
- 2019
  -  Champion d'Irlande de cross-country

## Palmarès sur route
- 2019
  - 8e épreuve des Mondello Series[4]